# Campylopus obtextus
Campylopus obtextus är en bladmossart som beskrevs av Stirton 1915. Campylopus obtextus ingår i släktet nervmossor, och familjen Dicranaceae. Inga underarter finns listade i Catalogue of Life.